# Poslední štace
Poslední štace, někdy uváděné jako Proč nám říkají Poslední štace a mně vrahoun, ptá se pan primář (1968) je hudební komedie Jiřího Suchého, ke které napsal hudbu Jiří Šlitr a kde oba hráli hlavní role. Přímo v rámci hry ji Jiří Suchý ve svém monologu označuje jako podobenství, které vzniklo při jeho záměru napsat crazy komedii, kterou ale není možné napsat tak, aby se „aspoň částečně nepodobala tomu, v čem je nám dáno žít“. Jedná se o první Suchého hru uváděnou bez dohledu cenzury.
Představení doprovázel Orchestr Milana Dvořáka ve složení Milan Dvořák, Luděk Švábenský, Viktor Klinger, Zdeněk Dvořák, Jaroslav Berka, Ivan Dominák, Jaroslav Hájek, Vítězslav Horák, Vincenc Krummer, František Sojka.

## Děj
Na klinice Antonína Holečka (pojmenované podle prvního zde zemřelého) vládne primář Plch (Jiří Šlitr) a jeho asistenti, diletanti, kteří nejsou schopni nikoho vyléčit a umírají jim všichni pacienti, za což hrozí ukončení provozu nemocnice. Poslední nadějí je zbývající pacient (Jiří Suchý), který leží v nemocnici, ač mu nic není, a na kterém chtějí doktoři dokázat, že mají dobré výsledky a není třeba nemocnici zavírat. První asistent Kroupa vyvíjí sérum, které vyléčí každou nemoc, ale pokusní králíci po jeho aplikaci zatím vždy zahynuli. Pacient se tajně schází s vrchní sestrou, která ho ale přiměje k útěku z nemocnice, protože se bojí o pacientův život, neboť mu kromě aplikace séra asistenta Kroupy hrozí i vražda asistentem Vrbou, který je zamilovaný do vrchní sestry. Pacient k útěku využije převlek zdravotní sestry, potká ale primáře a zalíbí se mu. Primář ho pak pozve na veliký mejdan, který v nemocnici pořádá. Pacient během něho uteče, asistenti jej ale dostihnou a aby se neodvažoval znovu utíkat, srazí ho autem; přeženou to ale a pacient je vážně zraněný a vypadá to s ním špatně. Po „léčení hudbou“ od primáře, aplikaci séra asistenta Kroupy a následné operaci pak umírá. Zdrcený primář se přiznává k tomu, že není Antonínem Plchem, nýbrž zahradníkem Antonínem Holečkem, který kdysi přejel primáře a chtěl ho dovézt do nemocnice, kde ale považovali za primáře jeho. Ukáže se, že vrchní sestra, zhrzená tím, že přišla o svého milence, má ve svém zápisníku záznamy o všech úmrtích na klinice a chce o tom informovat veřejnost. Ostatní ale vrchní sestru zabijí a z kliniky se stává vykřičený dům a mejdan pokračuje.

## Obsazení
| Jiří Šlitr                            | primář Antonín Plch                  |
| Jiří Suchý                            | pacient                              |
| Josef Laufer / Luděk Nekuda           | první asistent                       |
| Milan Drobný / Pavel Sedláček         | druhý asistent                       |
| Naďa Urbánková                        | vrchní sestra                        |
| Věra Křesadlová                       | druhá sestra                         |
| Daniela Fišerová / Miluše Voborníková | třetí sestra                         |
| Vladimír Hrabánek                     | druhá třetí sestra (Manka Holečková) |
| Tomáš Pudlovský / Evžen Jegorov       | funebrák                             |
| Evžen Jegorov                         | lapiduch                             |

## Seznam písniček
- Na tom našem dvoře
- Takovou lásku o jaké jsem snila
- Ať žije hudba ať žije smích
- Funebrsong
- Zahoďte ty noty černý
- Oh Larydou
- Na krk si dejte smyčku hned
- Růže růžová
- Horečky
- Když pacient je léčen
- Povídal nám jeden zpěvu znalec
- I Am Lucky

Během hry se také citují starší semaforské písničky Mackie Messer, Vesnická romance aj.

## Další inscenace
9. června 1992 měla v Semaforu premiéru inscenace Pět strun a Poslední štace, která obsahovala hru Poslední štace a koncert Šlitrových písní Pět strun. V Poslední štaci hráli Jiří Datel Novotný (primář), Václav Kopta (pacient), Ladislav Gerendáš (první asistent), Bronislav Kotiš nebo Vít Němec (druhý asistent), Luciana Krecarová (vrchní sestra), Olga Patková (druhá sestra), Leona Machálková (třetí sestra) a Petr Košař (funebrák a lapiduch).
V prosinci 2023 měla obnovená a částečně upravená hra předpremiéru. V hlavních rolích vystoupili Jiří Suchý, Jitka Molavcová, Jiří Štědroň, Michal Stejskal, Tomáš Novotný, Jolana Smyčková.

## Zvukové záznamy hry
- nahrávka neznámého data
  - Divadlo Semafor 1959 - 1969, Supraphon, 1978 (výběr 2 písniček: Horečky a Ať žije hudba, ať žije smích)
  - Poslední štace, 2009 – záznam celé hry

## Knižní vydání textu hry
- Jonáš a dr. Matrace a jiné hry ze Semaforu, Mladá fronta, 1994.
- Encyklopedie Jiřího Suchého, svazek 10, divadlo 1963–1969, Karolinum a Pražská imaginace, Praha 2002: s. 187-227.